# Galería de Arte de Ontario
La galería de arte de Ontario (en inglés: Art Gallery of Ontario), es un museo de arte en el centro de Toronto, en el distrito de Grange Park, en Dundas Street West entre McCaul Street y Beverley.
Cuenta con extensa biblioteca, espacios para estudiantes, un espacio para talleres de artistas residentes, un restaurante de gama alta, cafetería, bar exprés, centro de investigación diseñado por Gehry, y un espacio para eventos, denominado Tribunal Baillie, tomando la totalidad de la tercera planta.
Durante los últimos años este museo ha experimentado una formidable expansión tanto de espacios como de sus colecciones. En 2008 recibió la donación del barón Ken Thomson (considerado el mayor coleccionista canadiense) que consistía en unas mil piezas valoradas en 300 millones de dólares. Especialmente interesado en objetos de pequeño tamaño, como tallas de marfil, rosarios antiguos y figurillas egipcias, Thomson tuvo sin embargo como principal tesoso el gran cuadro La matanza de los inocentes de Rubens, que adquirió en 2001 por la cifra récord de 49,5 millones de libras (unos 76,2 millones de dólares). Todo este conjunto pasó al museo en 2006, y en el mismo año, el museo recibió de otros donantes una gran escultura de bronce de Bernini (Cristo crucificado, también llamada Corpus).

## Colección
Su colección incluye más de 80 000 obras que abarcan desde el siglo I hasta el presente. La galería cuenta con 45 000 metros cuadrados (480 000 pies cuadrados) de espacio físico, por lo que es una de las mayores galerías de América del Norte.
Incluye la mayor colección de arte canadiense, un conjunto amplio de obras del Renacimiento y Barroco del arte europeo (Tintoretto, Rubens, Van Dyck, José de Ribera, Francisco de Goya), así como arte africano y oceánico, y una colección impresionista, moderna y contemporánea: Claude Monet, Auguste Rodin, Pierre Bonnard, Pablo Picasso, Salvador Dalí, Mark Rothko... La colección de fotografía es una gran parte de la colección. El museo contiene además muchas esculturas importantes, como un centro específico de esculturas de Henry Moore, y representa a otras formas de arte como el cine y el videoarte, artes gráficas, instalaciones, arquitectura y modelos de barcos.

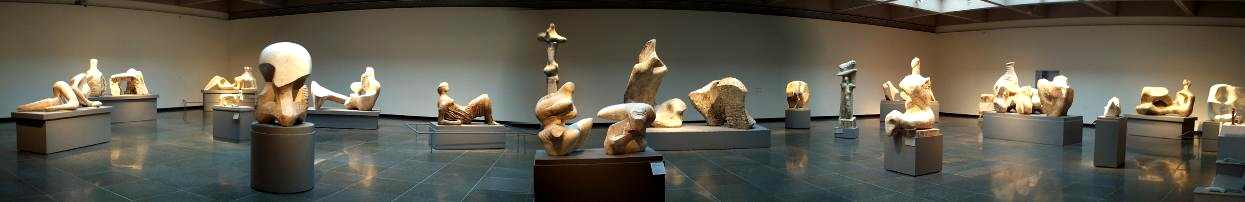
Panorama de unas esculturas de Henry Moore.